# Elisa Di Francisca
Elisa Di Francisca (Iesi, 13 de diciembre de 1982) es una deportista italiana que compite en esgrima, especialista en la modalidad de florete.
Participó en dos Juegos Olímpicos de Verano, obteniendo en total tres medallas, dos de oro en Londres 2012, en las pruebas individual y por equipos (junto con Arianna Errigo, Valentina Vezzali e Ilaria Salvatori), y una de plata en Río de Janeiro 2016, en la prueba individual.
Ganó 15 medallas en el Campeonato Mundial de Esgrima entre los años 2004 y 2019, y 18 medallas en el Campeonato Europeo de Esgrima entre los años 2004 y 2019.

## Palmarés internacional
| Juegos Olímpicos   | Juegos Olímpicos            | Juegos Olímpicos  | Juegos Olímpicos    |
| Año                | Lugar                       | Medalla           | Prueba              |
| ------------------ | --------------------------- | ----------------- | ------------------- |
| 2012               | Londres (Reino Unido)       | Medalla de oro    | Florete individual  |
| 2012               | Londres (Reino Unido)       | Medalla de oro    | Florete por equipos |
| 2016               | Río de Janeiro (Brasil)     | Medalla de plata  | Florete individual  |
| Campeonato Mundial |                             |                   |                     |
| Año                | Lugar                       | Medalla           | Prueba              |
| 2004               | Nueva York (Estados Unidos) | Medalla de oro    | Florete por equipos |
| 2006               | Turín (Italia)              | Medalla de plata  | Florete por equipos |
| 2009               | Antalya (Turquía)           | Medalla de oro    | Florete por equipos |
| 2009               | Antalya (Turquía)           | Medalla de bronce | Florete individual  |
| 2010               | París (Francia)             | Medalla de oro    | Florete individual  |
| 2010               | París (Francia)             | Medalla de oro    | Florete por equipos |
| 2011               | Catania (Italia)            | Medalla de plata  | Florete individual  |
| 2011               | Catania (Italia)            | Medalla de plata  | Florete por equipos |
| 2013               | Budapest (Hungría)          | Medalla de oro    | Florete por equipos |
| 2013               | Budapest (Hungría)          | Medalla de bronce | Florete individual  |
| 2014               | Kazán (Rusia)               | Medalla de oro    | Florete por equipos |
| 2015               | Moscú (Rusia)               | Medalla de oro    | Florete por equipos |
| 2016               | Río de Janeiro (Brasil)     | Medalla de plata  | Florete por equipos |
| 2019               | Budapest (Hungría)          | Medalla de plata  | Florete por equipos |
| 2019               | Budapest (Hungría)          | Medalla de bronce | Florete individual  |
| Campeonato Europeo |                             |                   |                     |
| Año                | Lugar                       | Medalla           | Prueba              |
| 2004               | Copenhague (Dinamarca)      | Medalla de bronce | Florete por equipos |
| 2005               | Zalaegerszeg (Hungría)      | Medalla de oro    | Florete por equipos |
| 2006               | Esmirna (Turquía)           | Medalla de plata  | Florete individual  |
| 2009               | Plovdiv (Bulgaria)          | Medalla de oro    | Florete por equipos |
| 2010               | Leipzig (Alemania)          | Medalla de oro    | Florete por equipos |
| 2010               | Leipzig (Alemania)          | Medalla de bronce | Florete individual  |
| 2011               | Sheffield (Reino Unido)     | Medalla de oro    | Florete individual  |
| 2011               | Sheffield (Reino Unido)     | Medalla de oro    | Florete por equipos |
| 2012               | Legnano (Italia)            | Medalla de oro    | Florete por equipos |
| 2013               | Zagreb (Croacia)            | Medalla de oro    | Florete individual  |
| 2013               | Zagreb (Croacia)            | Medalla de oro    | Florete por equipos |
| 2014               | Estrasburgo (Francia)       | Medalla de oro    | Florete individual  |
| 2014               | Estrasburgo (Francia)       | Medalla de oro    | Florete por equipos |
| 2015               | Montreux (Suiza)            | Medalla de oro    | Florete individual  |
| 2015               | Montreux (Suiza)            | Medalla de oro    | Florete por equipos |
| 2016               | Toruń (Polonia)             | Medalla de plata  | Florete por equipos |
| 2019               | Düsseldorf (Alemania)       | Medalla de oro    | Florete individual  |
| 2019               | Düsseldorf (Alemania)       | Medalla de bronce | Florete por equipos |